# Sodaville
Sodaville es una ciudad ubicada en el condado de Linn en el estado estadounidense de Oregón. En el año 2000 tenía una población de 290 habitantes y una densidad poblacional de 361.2 personas por km².

## Geografía
Sodaville se encuentra ubicada en las coordenadas 44°29′2″N 122°52′7″O / 44.48389, -122.86861.

## Demografía
Según la Oficina del Censo en 2000 los ingresos medios por hogar en la localidad eran de $41,875 y los ingresos medios por familia eran $45,682. Los hombres tenían unos ingresos medios de $28,750 frente a los $21,875 para las mujeres. La renta per cápita para la localidad era de $14,596. Alrededor del 8.9% de la población estaban por debajo del umbral de pobreza.